# Ghidfalău
Ghidfalău là một xã thuộc hạt Covasna, România. Dân số thời điểm năm 2002 là 2607 người.